# Rat terrier
Rat terrier är en hundras från USA. Den är en terrier som skapats av olika hundar som immigranter förde med sig mot slutet av 1800-talet. De huvudsakliga raserna är släthårig foxterrier och manchesterterrier. Andra raser som kommit att ingå är Old English White Terrier, bullterrier, beagle, american toy fox terrier, whippet och italiensk vinthund. Rat terriers traditionella användningsområde har varit som gårdshund för att hålla efter skadedjur. Rasen är nationellt erkänd av American Kennel Club (AKC). Rasen erkändes av Svenska Kennelklubben (SKK) och Nordisk Kennel Union (NKU) under 2016 och fick utställningsrätt fr o m 2017. Rasklubben för Rat- och American Hairless Terrier (RAHT) är ansluten till Svenska Terrierklubben och Svenska Kennelklubben.